# آرجوس بانوبتس

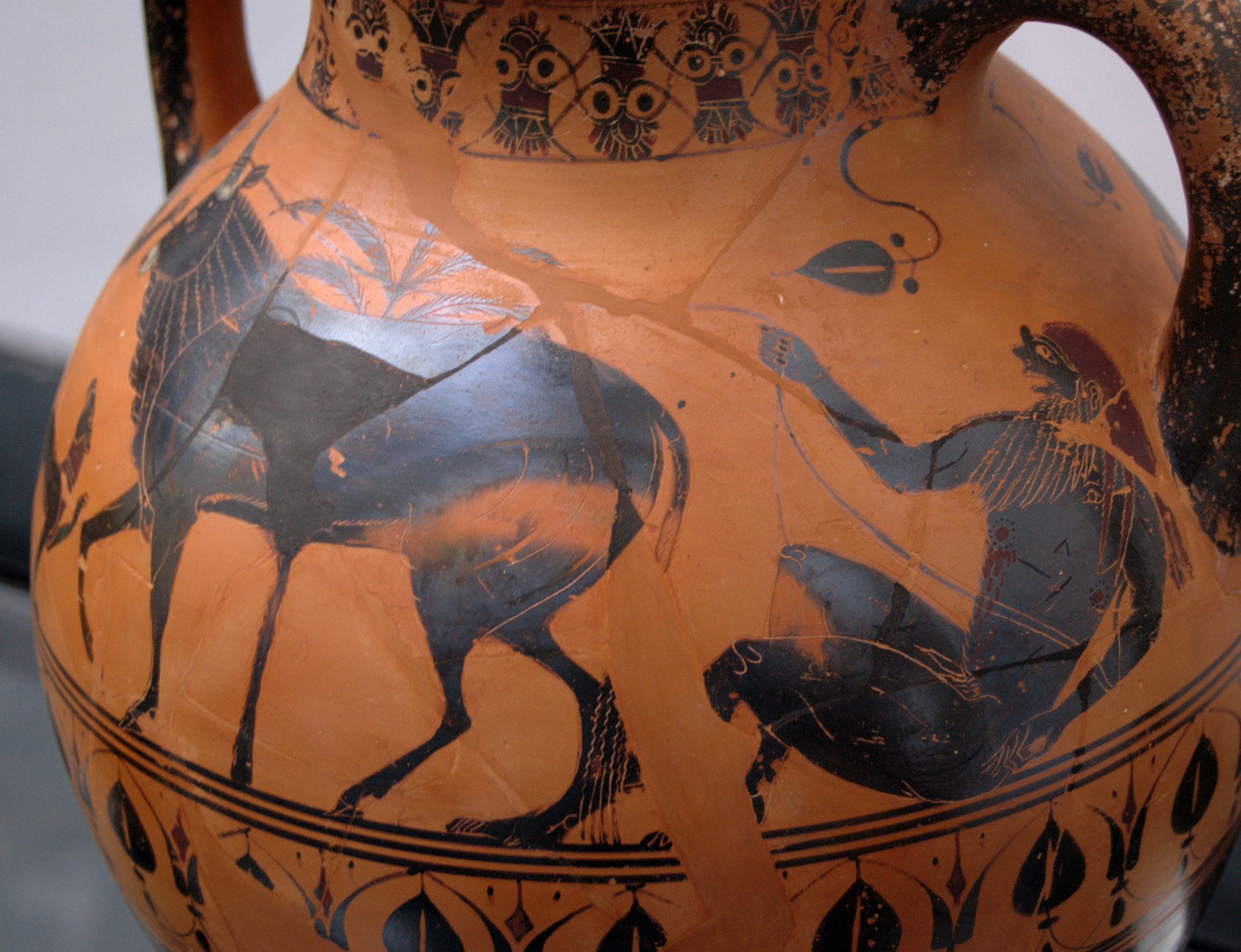
رسم على قارورة إغريقية عثر عليها في إيطاليا. الرسم يمثل آرجوس مع آيو (والتي تبدو على شكل بقرة صغيرة)

آرجوس أو آرجوس بانوبتس (باليونانية: Ἄργος Πανόπτης)‏ وفق الأساطير الإغريقية هو عملاق ذو عيون كثيرة تنتشر في رأسه وسائر جسده، قيل إنها 100 عين.
ووفق الأسطورة فقد كلّفت الإلهة هيرا آرجوس بحراسة آيو وذلك بعد أن حوّلها عشيقها زيوس إلى عِجلة (بقرة صغيرة). ولذلك فقد قام آرجوس بحراسة آيو وإبقائها مقيدةً في شجرة زيتون مقدسة، بعيداً عن زيوس.
وبأمرٍ من زيوس قام هرمس بقتل آرجوس، فقامت هيرا بتكريم حارسها المخلص عبر حفظ عيونه إلى الأبد في ذيل طاووس.